# Pedro José Escalón
Pedro José Escalón   (Santa Ana, 25 de març de 1847 - Santa Ana, 6 de setembre de 1923) fou un polític salvadorenc, president de la República (1903-1907).
Pertanyia a una família de grans terratinents cafeters. Durant la seva presidència s'inicià la guerra contra el dictador Estrada Cabrera de Guatemala (9 de juny de 1906), quan forces salvadorenques envaïren el país sota el comandament del general Tomás Regalado. Aquest últim morí en combat l'11 de juliol, i les tropes retrocediren cap a El Salvador. El 20 de juliol se signà el Tractat de Pau, Amistat i Comerç entre ambdós països.
Durant el seu mandat es creà la Escuela de Comercio y Hacienda annexa al Instituto Nacional Central, i s'inicià la construcció del Palacio Nacional i del Teatro Nacional de San Salvador. També s'incrementà considerablement el servei telegràfic i telefònic, i s'introduí el servei d'enllumenat elèctric a San Salvador.